# Tipula nastjasta
Tipula nastjasta är en tvåvingeart som beskrevs av Yang 1991. Tipula nastjasta ingår i släktet Tipula och familjen storharkrankar. Inga underarter finns listade i Catalogue of Life.